# Berta subrectistriga
Berta subrectistriga är en fjärilsart som beskrevs av Louis Beethoven Prout 1917. Berta subrectistriga ingår i släktet Berta och familjen mätare. Inga underarter finns listade i Catalogue of Life.